# Lake Hall (Neuseeland)
Der Lake Hall ist ein See im Southland District der Region Southland auf der Südinsel von Neuseeland.

## Namensherkunft
Der See wurde 1898 nach dem Rechtsanwalt W. Y. H. Hall aus Invercargill benannt, der zusammen mit Thomas Te Au einen Weg vom Südarm des Lake Te Anau zum Te Awa-o-Tū / Thompson Sound und Taiporoporo / Charles Sound entdeckte. Nach einer anderen Quelle soll der See von Julius von Haast nach James Hall benannt worden sein, mit dem er sich angefreundet hatte.

## Geographie
Der See befindet sich 3,16 km westlich des westlichen Endes des South Fjord, eines nach Westen abgehenden Arms des Lake Te Anau. Der auf einer Höhe von rund 790 m liegende See besitzt mit seiner länglichen Ost-West-Ausrichtung eine Flächenausdehnung von rund 58,5 Hektar, eine Länge von rund 1,54 km und eine Breite von maximal 550 m. Der Umfang des Sees beträgt rund 3,61 km.
Gespeist wird der Lake Hall von einigen wenigen Gebirgsbächen. Seinen Abfluss besitzt der See an seinem östlichen Ende. Über diesen, der eine Länge von rund 135 m aufweist, wird ein kleinerer rund 9,2 Hektar großer, nicht näher bezeichneter See gespeist. Von dort aus geht ein kleiner Bach in Richtung des südlich vorbeiziehenden George Burn, der wiederum über die George Falls kurze Zeit später in den South Fjord des Lake Te Anau entwässert.